# 圣萨蒂尔
圣萨蒂尔（法語：Saint-Satur，法語發音：[sɛ̃ satyʁ]）是法国谢尔省的一个市镇，位于该省东北部，属于布尔日区。

## 地理
圣萨蒂尔（47°20'28"N, 2°51'12"E）面积7.86 平方千米，位于法国中央-卢瓦尔河谷大区谢尔省，该省份为法国中部省份，北起卢瓦雷省，西接卢瓦-谢尔省和安德尔省，南至克勒兹省，东南接阿列省，东临涅夫勒省。
与圣萨蒂尔接壤的市镇（或旧市镇、城区）包括：巴奈、梅内特雷奥勒-苏桑塞尔、桑塞尔、叙里昂沃、韦尔迪尼、卢瓦尔河畔特拉西。

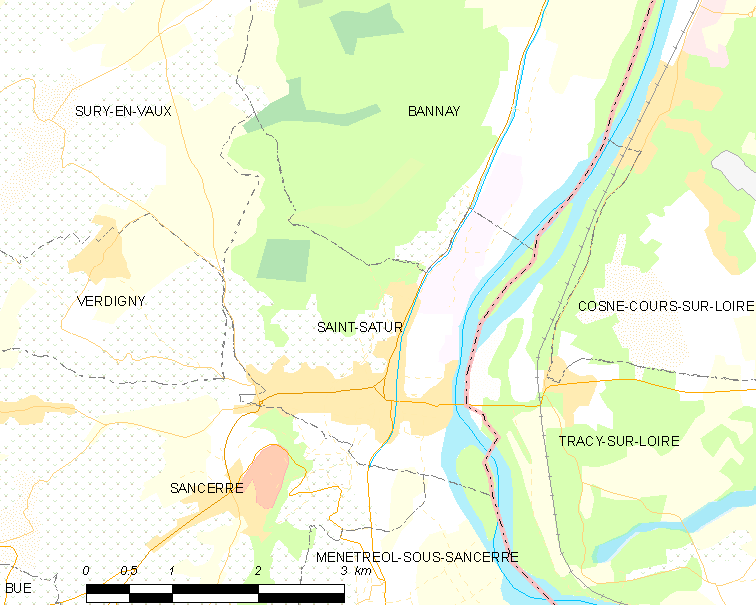
圣萨蒂尔的OSM定位图

圣萨蒂尔的时区为UTC+01:00、UTC+02:00（夏令时）。

## 行政
圣萨蒂尔的邮政编码为18300，INSEE市镇编码为18233。

## 政治
圣萨蒂尔所属的省级选区为桑塞尔县。

## 人口

1962-2008年间圣萨蒂尔人口变化图示

圣萨蒂尔于2022年1月1日时的人口数量为1410人。